# Strada statale 418 Spoletina
La ex strada statale 418 Spoletina (SS 418), ora strada regionale 418 Spoletina (SR 418), è una strada regionale italiana.

## Percorso
La strada ha origine alle porte di Acquasparta, in un tratto ormai dismesso dalla strada statale 3 bis Tiberina. Il tracciato prosegue verso est, attraversando la ferrovia Centrale Umbra e il nuovo tronco della SS 3 bis, verso la provincia di Perugia.
Qui attraversa il solo territorio comunale di Spoleto, toccando la località di Madonna di Baiano dove si innesta la strada statale 685 delle Tre Valli Umbre, e termina il proprio percorso innestandosi nel centro abitato umbro sul tratto ormai dismesso della strada statale 3 Via Flaminia e sulla ex strada statale 395 del Passo di Cerro.
In seguito al decreto legislativo n. 112 del 1998, dal 2001, la gestione è passata dall'ANAS alla Regione Umbria che ha poi ulteriormente devoluto le competenze alla Provincia di Perugia e alla Provincia di Terni per le tratte territorialmente competenti, mantenendone comunque la titolarità.